# ندا نالدی
ندا نالدی (ایتالیایی: Neda Naldi؛‏ ۳۰ ژانویهٔ ۱۹۱۶ – ۲۶ ژوئن ۱۹۹۳) بازیگر اهل ایتالیا بود.
از فیلم‌ها یا مجموعه‌های تلویزیونی که وی در آن‌ها نقش داشته‌است می‌توان به میهمان یک‌شبه اشاره نمود.